# Thomas Fahrner
Thomas Fahrner (n. 7 februarie 1963, Ludwigshafen am Rhein, Germania) este un înotător ce a reprezentat Germania, medaliat olimpic. A participat la 2 ediții ale Jocurilor Olimpice (1984, 1988) în care a câștigat o medalie de argint și două medalii de bronz.